# Bridgeport (Illinois)
Bridgeport je grad u američkoj saveznoj državi Ilinois. Prema popisu stanovništva iz 2010. u njemu je živjelo 1.886 stanovnika.